# Campionat de Nova Zelanda de ciclisme en contrarellotge
El Campionat de Nova Zelanda de ciclisme en contrarellotge s'organitza anualment per determinar el campió ciclista de Nova Zelanda en la modalitat.
El títol s'atorga al vencedor d'una única carrera, en la modalitat de contrarellotge individual. El vencedor obté el dret a portar un mallot que no estan inspirats ens els colors de la bandera neozelandesa, sinó que és blanc i negre i té una fulla dibuixada al mig.

## Palmarès masculí
| Any  | Primer                | Segon             | Tercer             |
| 1995 | Brian Fowler          | Matthew Brick     | Ewan McMaster      |
| 1996 | Greg Henderson        | Brian Fowler      | Jared Caldwell     |
| 1997 | Chris Nicholson       | Gordon McCauley   | Leon Hallet        |
| 1998 | David Lee             | John Hume         | Robin Reid         |
| 1999 | David Lee             | Chris Nicholson   | David Comeford     |
| 2000 | Lee Maxwell Vertongen | Gregory Henderson | Gary John Anderson |
| 2001 | Brendon Cameron       | Scott Guyton      | Bryce Shapley      |
| 2002 | Gordon McCauley       | Glen Mitchell     | Hayden Godfrey     |
| 2003 | Gordon McCauley       | Heath Blackgrove  | Glen Mitchell      |
| 2004 | Heath Blackgrove      | Robin Reid        | Jason Allen        |
| 2005 | Robin Reid            | Gordon McCauley   | Jeremy Vennell     |
| 2006 | Marc Ryan             | Robin Reid        | Hayden Godfrey     |
| 2007 | Glen Alan Chadwick    | Gordon McCauley   | Aaron Strong       |
| 2008 | Logan Hutchings       | Paul Odlin        | Gordon McCauley    |
| 2009 | Jeremy Vennell        | Robin Reid        | Chris Nicholson    |
| 2010 | Gordon McCauley       | Jeremy Vennell    | Marc Ryan          |
| 2011 | Westley Gough         | Jesse Sergent     | Gregory Henderson  |
| 2012 | Paul Odlin            | Sam Horgan        | Jesse Sergent      |
| 2013 | Joseph Cooper         | Paul Odlin        | Westley Gough      |
| 2014 | Taylor Gunman         | Sam Horgan        | Jason Christie     |
| 2015 | Michael Vink          | Joseph Cooper     | Patrick Bevin      |
| 2016 | Patrick Bevin         | Thomas Scully     | Joseph Cooper      |
| 2017 | Jack Bauer            | Jason Christie    | Hamish Bond        |
| 2018 | Hamish Bond           | Michael Vink      | Jason Christie     |
| 2019 | Patrick Bevin         | Hamish Bond       | Hayden McCormick   |
| 2020 | Hamish Bond           | George Bennett    | Dylan Kennett      |
| 2021 | Aaron Gate            | George Bennett    | Michael Vink       |
| 2022 | Regan Gough           | Michael Vink      | Thomas Sexton      |
| 2023 | Aaron Gate            | George Bennett    | James Oram         |
| 2024 | Logan Currie          | Aaron Gate        | Laurence Pithie    |
| 2025 | Finn Fisher-Black     | Aaron Gate        | Tom Sexton         |

### Palmarès sub-23
| Any  | Primer                 | Segon           | Tercer           |
| 1997 | Greg Henderson         |                 |                  |
| 1998 | Greg Henderson         |                 |                  |
| 1999 | Heath Blackgrove       |                 |                  |
| 2000 | Nigel Godfrey          | Gordon Bearman  | Marc MacKay      |
| 2001 | Heath Blackgrove       |                 |                  |
| 2002 | Jason Allen            |                 |                  |
| 2003 | Peter Latham           | Timothy Gudsell | Jeremy Yates     |
| 2004 | Peter Latham           | Marc Ryan       | Timothy Gudsell  |
| 2005 | Logan Dennis Hutchings | Matthew Haydock | Joseph Cooper    |
| 2006 | Clinton Avery          | Joseph Cooper   | Darren Shea      |
| 2007 | Matthew Haydock        | Joseph Cooper   | Clinton Avery    |
| 2008 | Clinton Avery          | Westley Gough   | Matthew Haydock  |
| 2009 | Michael Torckler       | Ryan Wills      | Matt Sillars     |
| 2010 | Michael Vink           | Westley Gough   | Jesse Sergent    |
| 2011 | Jason Christie         | Michael Vink    | Alex McGregor    |
| 2012 | Michael Vink           | Jason Christie  | Fraser Gough     |
| 2013 | Michael Vink           | James Oram      | Taylor Gunman    |
| 2014 | Fraser Gough           | James Oram      | Dion Smith       |
| 2015 | James Oram             | Dylan Kennett   | Fraser Gough     |
| 2016 | Hayden McCormick       | Liam Aitcheson  | Hamish Schreurs  |
| 2017 | Regan Gough            | James Fouche    | Jake Marryatt    |
| 2018 | Ian Talbot             | Jake Marryatt   | James Fouche     |
| 2019 | James Fouche           | Ben Hamilton    | Kees Duyvesteyn  |
| 2020 | Finn Fisher-Black      | Ethan Batt      | Logan Currie     |
| 2021 | Finn Fisher-Black      | Logan Currie    | Dylan McCullough |
| 2022 | Logan Currie           | Laurence Pithie | Keegan Hornblow  |
| 2023 | Logan Currie           | Laurence Pithie | Alexander White  |
| 2024 | Guy Yarrell            | Lucas Murphy    | Lewis Bower      |
| 2025 | Nate Pringle           | Reef Roberts    | Noah Hollamby    |

## Palmarès femení
| Any  | Primera           | Segona            | Tercera                 |
| 1995 | Jacqueline Nelson | Joanna Lawn       | Janet O'Hara            |
| 1996 | Kathy Lynch       | Joanna Lawn       | Charlotte Cox           |
| 1997 | Charlotte Cox     | Janet O'Hara      | Tracey Laurence         |
| 1998 | Kirsty Robb       | Annalisa Farrell  | Vanessa Cheatley-Guyton |
| 1999 | Annalisa Farrell  | Fanny Lariviere   | Benita Douglas          |
| 2000 | Kirsty Robb       | Annalisa Farrell  | Benita Douglas          |
| 2001 | Melissa Holt      | Annalisa Farrell  | Tamara Boyd             |
| 2002 | Melissa Holt      | Dale Tye          | Annalisa Farrell        |
| 2003 | Dale Tye          | Johanna Buick     | Penny Pawson            |
| 2004 | Dale Tye          | Annalisa Farrell  | Tamara Boyd             |
| 2005 | Sarah Ulmer       | Melissa Holt      | Alison Shanks           |
| 2006 | Alison Shanks     | Josie Giddens     | Yvette Hill-Willis      |
| 2007 | Alison Shanks     | Annelies Basten   | Dale Tye                |
| 2008 | Melissa Holt      | Rachel Mercer     | Alison Shanks           |
| 2009 | Melissa Holt      | Sonia Waddell     | Dale Tye                |
| 2010 | Melissa Holt      | Alison Shanks     | Linda Villumsen         |
| 2011 | Sonia Waddell     | Jaime Nielsen     | Alison Shanks           |
| 2012 | Lauren Ellis      | Jaime Nielsen     | Alison Shanks           |
| 2013 | Linda Villumsen   | Jaime Nielsen     | Georgia Williams        |
| 2014 | Jaime Nielsen     | Linda Villumsen   | Reta Trotman            |
| 2015 | Jaime Nielsen     | Linda Villumsen   | Lauren Ellis            |
| 2016 | Rushlee Buchanan  | Jaime Nielsen     | Sharlotte Lucas         |
| 2017 | Jaime Nielsen     | Georgia Williams  | Rushlee Buchanan        |
| 2018 | Georgia Williams  | Rushlee Buchanan  | Bronwyn Macgregor       |
| 2019 | Georgia Williams  | Rushlee Buchanan  | Holly Edmondston        |
| 2020 | Teresa Adam       | Georgia Perry     | Ella Harris             |
| 2021 | Georgia Williams  | Jaime Nielsen     | Bronwyn MacGregor       |
| 2022 | Georgia Williams  | Bronwyn MacGregor | Holly Edmondston        |
| 2023 | Georgia Williams  | Georgia Perry     | Sharlotte Lucas         |
| 2024 | Kim Cadzow        | Mikayla Harvey    | Kate Mccarthy           |
| 2025 | Kim Cadzow        | Ella Wyllie       | Henrietta Cristie       |

### Palmarès sub-23
| Any  | Primer             | Segon              | Tercer             |
| 2017 | Mikayla Harvey     | Georgia Catterick  | Rylee McMullen     |
| 2018 | Georgia Catterick  | Mikayla Harvey     | Libby Arbuckle     |
| 2019 | Jenna Merrick      | Georgia Christie   | Libby Arbuckle     |
| 2020 | Ella Harris        | Mikayla Harvey     | Niamh Fisher-Black |
| 2021 | Henrietta Christie | Mckenzie Milne     | Stella Nightingale |
| 2022 | Kim Cadzow         | Ella Wyllie        | Henrietta Christie |
| 2023 | Ally Wollaston     | Henrietta Christie | Ella Wyllie        |
| 2024 | Ella Wyllie        | Charlotte Clarke   | Maia Barclay       |
| 2025 | Kirstie Watts      | Alex Rawlinson     | Ava Maddison       |